# Gastronomia de Rússia

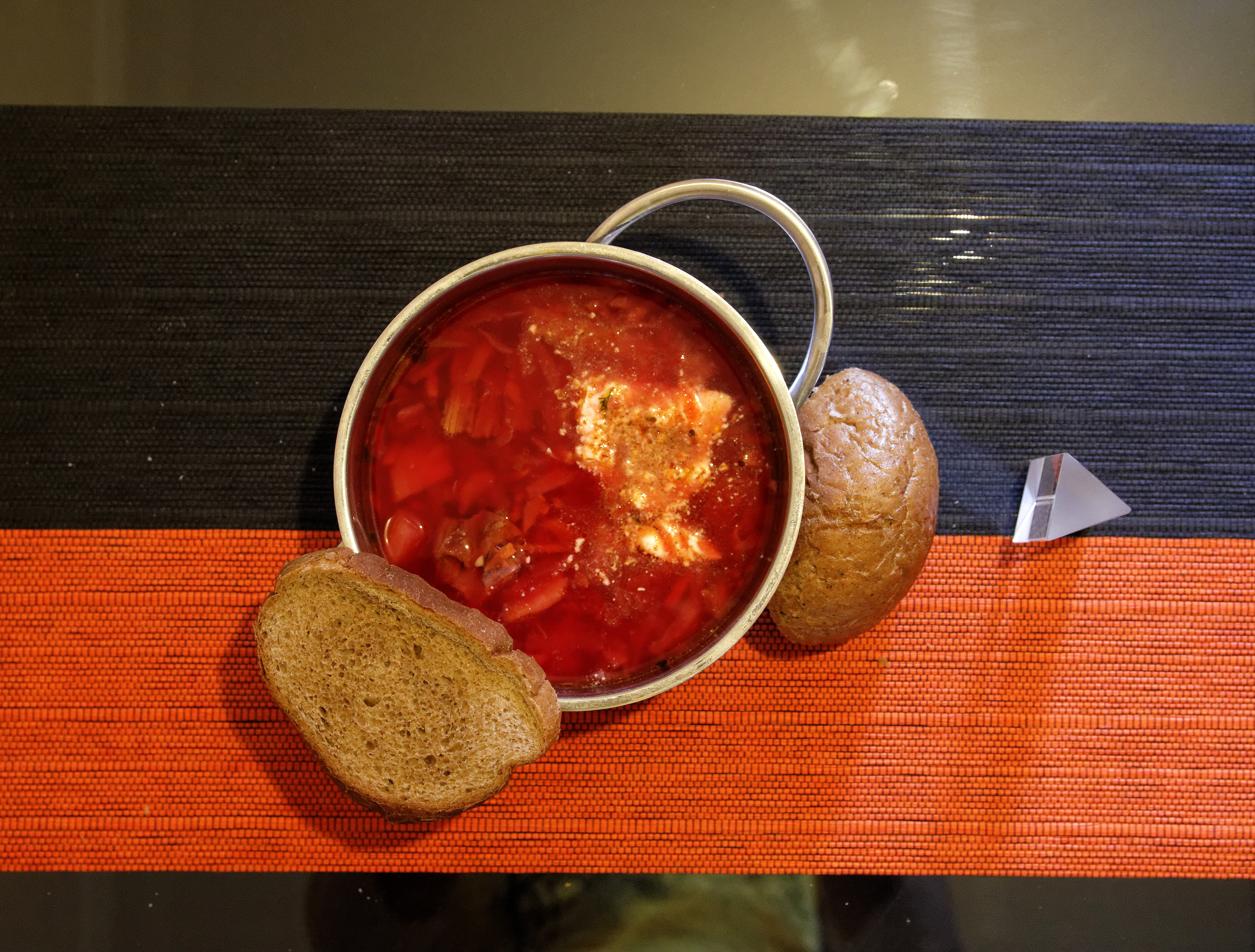
Les sopes són molt importants en la cuina russa, entre elles la més coneguda és el Borshch.

La cuina russa deriva d'una riquesa innumerable de plats, degut en primer lloc al caràcter multicultural i en segon lloc a la vasta extensió geogràfica del país. Els seus fonaments gastronòmics s'assenten en el menjar camperol de les poblacions rurals situades en llocs caracteritzats per un clima extremadament fred. En aquesta gastronomia existeix l'abundància de peix (generalment fumat), aviram, daina, bolets, fruites del bosc i mel. Abunden els flocs de sègol, el blat, l'ordi i el mill, tots ells molt emprats en una basta varietat de pans, les creps, els cereals, el kvas, la cervesa, i el famós vodka. Són molt abuntants les diferents formes de sopa i potatges amb diferents aromes i sabors, tots ells elaborats amb carn i peix, o afegint diferents espècies als plats natius, mitjançant tècniques de brasa, mitjançant llet emprades pels mongols i els Tàrtars del segle xiii i que roman en la majoria de les cases del segle xx. Molts dels plats estan influïts per l'antiga ruta de la seda així com la proximitat amb el Caucas, Pèrsia i Imperi Otomà, que va proporcionar aquest caràcter de l'Est a les formes de cuinar.

## Plats típics
El menjar típic deriva de diferents països del voltant. Els plats de la cuina típica russa són molt rics, però també tenen bastants calories, perquè a l'hivern es necessita més energia (per això, les sopes són molt populars). S'assemblen als plats d'Escandinàvia, i als plats d'altres països eslaus i propers. Trobareu molts llocs a la ciutat per provar la cuina russa, accessibles a qualsevol butxaca, des dels "bistros" econòmics, llocs de menjar ràpid russos i llocs de "blinis" (creps) o als restaurants cars i exclusius.
Les especialitats russes més típiques i recomanables són:
- La sopa més famosa és el Borshch (Борщ). És una sopa d'origen ucraïnès, feta de remolatxa, patata, col, carn. També no menys popular és la sopa Solianka. Podeu trobar la sopa Schi (pot ser de col o de agrella) o UJA (sopa de peix). A Rússia, a diferència d'Espanya on les sopes calentes es mengen a l'hivern, les sopes es mengen tot l'any. A l'estiu s'afegeixen les sopes fredes ("borsch fred", "Okroshka"). A les cases russes, es considera que és saludable menjar sopa cada dia com el primer plat del menjar.
També, com un primer plat es troben moltes amanides. L'ensalada russa a Rússia existeix com amanida Olivié, i és molt popular i tradicional, es considera que és un invent d'un cuiner francès amb aquest nom. Aquesta amanida és semblant a l'ensalada russa, però té ingredients diferents (coincideixen patata, pèsols i maionesa). L'Olivié no pot faltar en qualsevol festa russa, sobretot és típic menjar-la per Cap d'any.
Una altra amanida coneguda s'anomena "Areng sota l'abric" i està feta amb arengada coberta de patates, remolatxa, pastanaga (tota la verdura cuita), ou i maionesa.
Com a segon plat s'ofereixen diferents plats de carn, per exemple l'Stroganoff, o el Shashlik (pinxos), diferents filets i carn emplenada, pollastre (a la Kíev). També s'hi troba peix (salmó, truita, esturió, bacallà).
Un altre plat tradicional del menjar rus es diu pelmeni i s'assembla als raviolis, que es mengen acompanyat d'smetana, mantega o salsa de tomàquet. És un plat d'origen siberià, on possiblement va arribar de la Xina. L'altra versió del pelmeni és el varényky - són més grans i amb altres farciments: patata, col, mató dolç, guindes. Un altre plat bastant popular que es pot trobar són els golubzí (les fulles de col farcides de carn amb arròs, semblants al sarma).
De les verdures i com a guarnició a Rússia es menja molta patata, preparada de diferents maneres (bullida, fregida, puré, etc.). A molts plats (sopes, amanides, patates) a l'hora de servir s'afegeix la nata agra, l'smetana, que és molt típica a Rússia.
Hi ha una gran varietat i tradició de menjar amb productes lactis, molts d'aquests productes russos no es coneixen en altres països. A les botigues hom pot comprar molts tipus de mató tvórog, kefir (una beguda semblant al iogurt) o Sirok v shokolade, una massa dolça i fina de mató, banyada en xocolata. Hi ha varietats farcides amb ametlles i melmelada. Es ven a les botigues d'alimentació i és molt econòmic. Aquest producte és molt apreciat pel nens.
També són molt populars els plats preparats de massa, per exemple, les empanades. Pirozhki i Pirogí (crestes i empanades) és del millor que hi ha a la cuina russa. Les empanades poden ser farcides de col, carn, peix, patates, llimona, melmelada, mató, albercocs i altres coses. També hi ha "pirozhki" - crestes amb diferents farciments, n'hi ha de molts tipus i "Vatrushka" (una cresta rodona, oberta, feta amb mató dolç ("tvórog" en rus) o melmelada. Hi ha molts tipus de pastes per al te, pastissos i pastissos. Per provar aquests especialitats de cuina russa, no cal anar a un restaurant o cafè, es venen a les botigues o en nombrosos quioscs i són molt econòmics.
Els famosos Blini (creps) són molt populars a Sant Petersburg, es pot dir que són una alternativa a les hamburgueses i sandvitxos en altres països. Blini és un plat popular rus molt tradicional i antic, està relacionat amb moltes tradicions i festes populars. Hi ha molts locals, que es diuen "Blínnaya" (creperia) on aquest plat és una especialitat. Els blinis se serveixen amb mantega, smetana, melmelada, mel, caviar vermell i negre o amb diferents farcits, de carn, pollastre, pernil dolç, formatge, patata, bolets, mató (dolç), poma, maduixa, o barreges de diversos ingredients. Aquests locals de blinis són molt populars entre els habitants de Sant Petersburg.
El caviar rus: existeixen dos tipus de caviar: vermell (de salmó) i negre (d'esturió). Del caviar negre, el més valuós és d'esturió beluga (llauna blava), i també és el més car. Es troba en restaurants de luxe, o es pot comprar en llauna en algunes botigues. El caviar vermell és més econòmic i els plats que en conté se serveixen en molts llocs. Típics són els blinis amb caviar. A casa, la manera russa més popular de menjar caviar és posar-lo damunt d'una fina llesca de pa blanc, amb mantega, o amb blinis. També de vegades ho posen damunt d'un ou cuit, tallat per la meitat.
El pa rus: n'hi ha de diversos tipus, el més típic és el pa negre (cherny jleb), de farina de sègol. També hi ha pa normal anomenat pa blanc (Bely jleb).
A Rússia hi ha una gran tradició de fer conserves a casa a l'estiu, de fruita, verdura i bolets. Les compotes i melmelades es fan de fruites i de baies o fruits del bosc - maduixa, gerd, nabiu i altres. En algunes cases poden haver armaris sencers d'aquestes conserves i la gent comparteix les receptes i trucs de la seva preparació.
Les begudes tradicionals a Rússia són el te, que es pren a qualsevol hora del dia, sol ser te negre amb sucre i amb llimona, però sense llet, sempre calent. Últimament també està de moda el te verd, te de fruites, etc. Hi ha tota una tradició de prendre el te (aquest ritual es diu Chaepítie i el mateix te es diu Chai en rus). El te se sol acompanyar amb tot tipus de dolços, pastes, pastissets, bombons. Si hom es convidat a "Chaepitie", és costum portar alguna cosa per acompanyar-lo. En general, els russos són molt llaminers.
Altres begudes populars són la cervesa (la més famosa és la Baltika), el vodka, hi ha també bons vins de Geòrgia, molts són bastant dolços (en general, als russos els agraden els vins dolços). També es venen vins de Crimea i Moldàvia, però aquests vins solen ser de baixa qualitat. La beguda sense alcohol tradicional antiga és el Kvass, però actualment no és tan popular com abans, per l'arribada de refrescs tipus Coca-Cola, però també és possible trobar el Kvas en les botigues o restaurants.
La manera russa de beure vodka és: 1). El vodka mai es barreja amb altres begudes. 2). No es posa gel, l'ampolla es refreda sencera. 3). El vodka no es beu abans o després de dinar, sinó que s'acompanya amb zakuski. 4). Es pronuncien molts brindis (en rus - "tost"), el més famós és "Na zdoróvie"(Salut!).

### Plats principals

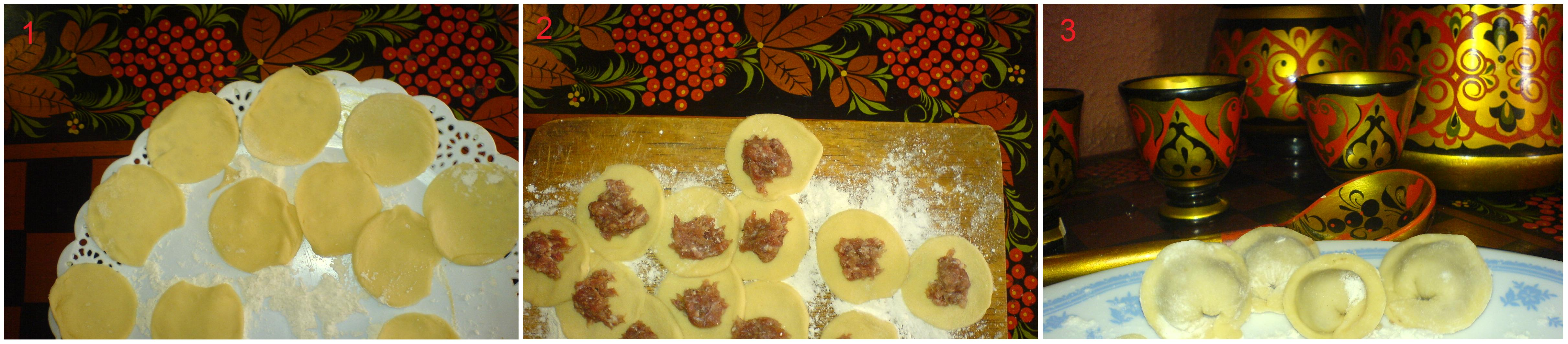
Preparació del pelmeni.

El pelmeni (пельмени en rus, en singular  pelmen , пельмень; пяльмені en belarús) és un plat tradicional dels països de l'est d'Europa (principalment Rússia) elaborat amb carn enrotllada sobre ou dur. El nom significa "orelles d'os" (o "orelles de pa") en les llengües uràliques de les quals procedeix el plat. Les receptes tradicionals requereixen un 45% de vedella, 35% de xai, i 20% de porc. S'amaneix amb espècies com ara ceba, all, etc., i diferents herbes que s'empren com a farcit.
Un dels més esmentats és el Filet Stroganoff que es tracta de carn de vedella tallada a daus amb bolet si cuita amb abundant crema, sol servir acompanyada de arròs. Un dels plats consumits tradicionalment per la població de menor capacitat adquisitiva van ser les farinetes de civada, plat que apareix freqüentment en contes i històries populars russes.

### Sopes

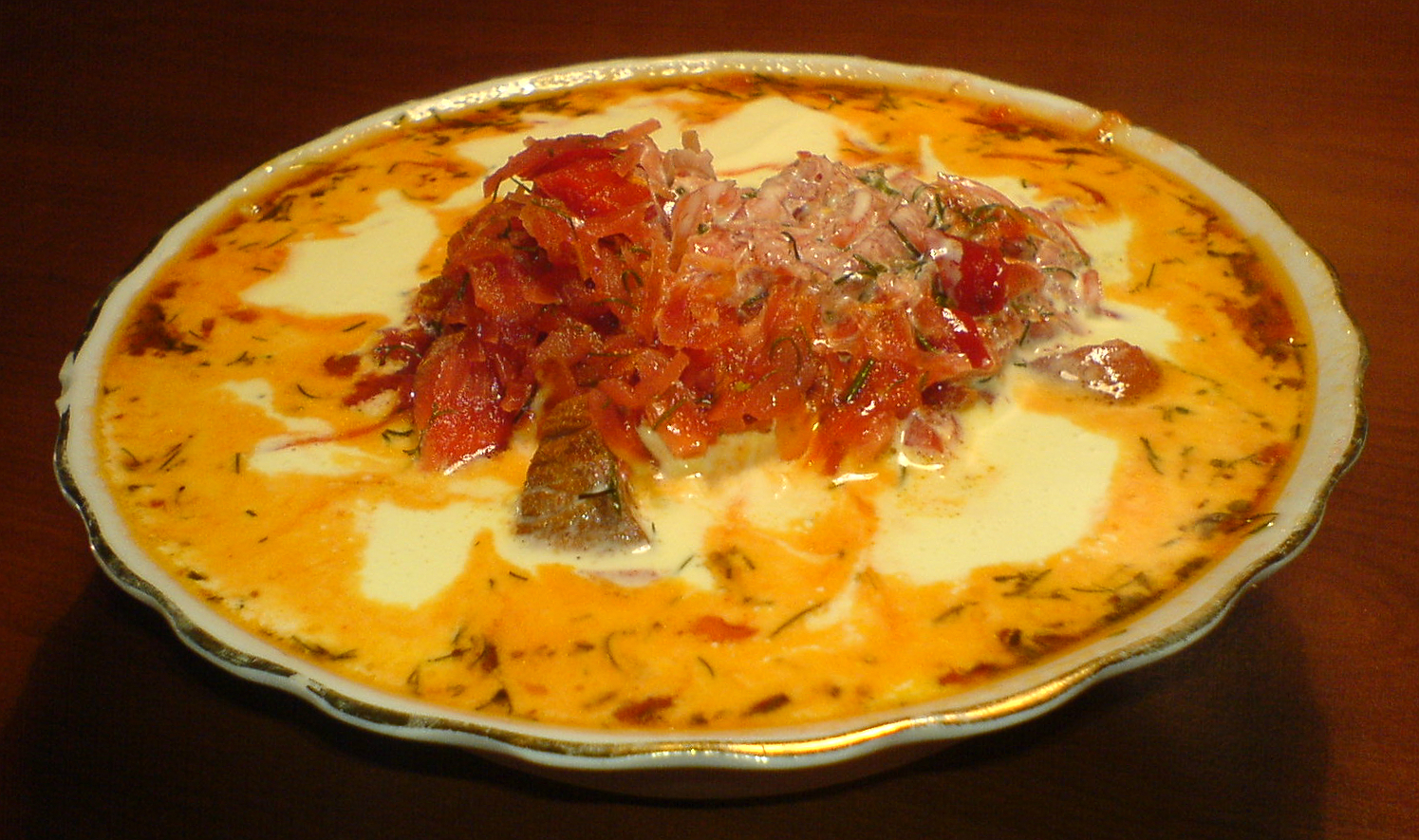
Borscht. Sopa tradicional de Rússia, a base de col, tomàquet i remolatxa.

Les sopes tenen un paper important en la gastronomia russa. Les sopes més clàssiques són el shchi, el borshch, el ukha, el rassolnik, solyanka, botvin, okroshka i el teur. Totes elles han pres la seva fama des del segle xviii fins al segle xx a les cuines Europees i de l'Àsia central.
Les sopes russes es divideixen en 7 grans grups:
- Sopes fredes basades en el kvass, com ara el teur, okroshka, i botvin'ya.
- Sopes lleugeres i potatges amb aigües i vegetals.
- Sopes de pasta amb carn, bolets i llet.
- Sopes amb fonament en el cabdell i la col, la més coneguda és el Shchi.
- Sopes lleugeres basades en la carn, com la rassolnik i la solyanka.
- Sopes de peix tals com la ukha i la kal'ya.
- Sopes fonamentades en els grans i les verdures.

### Aperitius
En rus s'anomenen zakusky. Un dels més coneguts és el Pirozhki que són una espècie de pastissos de patata farcits de paté de fetge de porc i ceba ofegada amb sal, pebre i nou moscada.

### Postres
Les postres russes són delicioses, dolces i lleugeres. Unes de les més conegudes són el Blini que consisteix en creps servides sovint en cerimònies religioses o festivals.
Prianiki són una mena de dolços de gingebre. Els més comuns són de mel, però també hi ha de xocolata o farcits de melmelada de diversos sabors: albercoc, maduixa...

## Begudes
Gairebé totes les begudes originals russes no estan presents en altres cultures nacionals. Aquests són el sbiten ', el kvas, el medok, el mors, kisel' (beguda dolça gelatinosa), kompot, gel amb panses fermentades, i suc bullit de col. Algunes d'aquestes begudes ja no són freqüents.

## Esmorzar
Els russos comencen el dia amb un esmorzar que anomenen zavtrak, que sol ser de grans dimensions i inclou salsitxes, ou, pa, etc. La segona menjar és l'obyed i es fa al migdia (aproximadament a la una) i és el menjar més fort del dia. L'últim àpat del dia es realitza a les 19:00i és l'uzhin, que es considera una espècie de sopar, en aquest sopar no se sol incloure ni la sopa ni les postres.